# クロッシングス (ハービー・ハンコックのアルバム)
『クロッシングス』（Crossings）は、アメリカ合衆国のジャズ・ミュージシャン、ハービー・ハンコックが1972年に発表したスタジオ・アルバム。

## 背景
本作ではモーグ・シンセサイザーが使用されており、ハンコックのマネージャーのデヴィッド・ルービンソンは当初、パトリック・グリーソンに機材のセットアップを依頼し、ハンコック自身に演奏させようとしたが、最終的にはグリーソン自身によるモーグの演奏がオーバー・ダビングされた。ハンコック作の「スリーピング・ジャイアント」はアフリカ音楽からの影響が反映された曲で、冒頭ではグリーソンを除く全メンバーによるパーカッションの演奏がフィーチャーされた。なお、ハンコックはコロムビア・レコード移籍第1弾アルバム『セクスタント』（1973年）でも、本作の実験的なアプローチを継承した。

## 反響・評価
アメリカでは『ビルボード』のジャズ・アルバム・チャートで10位に達した。リチャード・G・ギネルはオールミュージックにおいて満点の5点を付け「より独特のエレクトリック・アヴァンギャルドに突き進んでいった」「パトリック・グリーソンのモーグ・シンセサイザーによる、明確な音程があったりなかったりする電気的な装飾が、バンドの宇宙的なサウンドを強調している」と評している。

## 収録曲
1. スリーピング・ジャイアント - "Sleeping Giant" (Herbie Hancock) - 24:38
2. クエーサー - "Quasar" (Bennie Maupin) - 7:22
3. ウォーター・トーチャー - "Water Torture" (B. Maupin) - 13:58

## 参加ミュージシャン
- ハービー・ハンコック - ピアノ、エレクトリックピアノ、メロトロン、パーカッション
- エディ・ヘンダーソン - トランペット、フリューゲルホルン、パーカッション
- ジュリアン・プリースター（英語版） - アルトトロンボーン、テナートロンボーン、バストロンボーン、パーカッション
- ベニー・モウピン - ソプラノサクソフォーン、バスクラリネット、ピッコロ、アルトフルート、パーカッション
- バスター・ウィリアムス - ダブル・ベース、エレクトリックベース、パーカッション
- ビリー・ハート - ドラムス、パーカッション
- パトリック・グリーソン - モーグ・シンセサイザー
- ヴィクター・パントージャ - コンガ
- キャンディ・ラヴ、サンドラ・スティーヴンス、デラ・ホーン、ヴィクトリア・ドマガルスキ、スコット・ビーチ - ボイス